# Лагоа-ду-Пиауи
Лагоа-ду-Пиауи (порт. Lagoa do Piauí) — муниципалитет в Бразилии, входит в штат Пиауи. Составная часть мезорегиона Северо-центральная часть штата Пиауи. Входит в экономико-статистический микрорегион Терезина. Население составляет 3863 человек на 2010 год. Занимает площадь 426,634 км². Плотность населения — 9,05 чел./км².

## Демография
Согласно сведениям, собранным в ходе переписи 2010 г. Национальным институтом географии и статистики (IBGE), население муниципалитета составляет:
| Полное население                               | Полное население                               | Полное население                               | Полное население                               | 3863  |
| ---------------------------------------------- | ---------------------------------------------- | ---------------------------------------------- | ---------------------------------------------- | ----- |
| в том числе:                                   | Городское население                            | 1672                                           | Процент городского населения, %                | 43,28 |
|                                                | Сельское население                             | 2191                                           | Процент сельского населения, %                 | 56,72 |
|                                                | Мужское население                              | 1990                                           | Процент мужского населения, %                  | 51,51 |
|                                                | Женское население                              | 1873                                           | Процент женского населения, %                  | 48,49 |
| Плотность населения, чел/км²                   | Плотность населения, чел/км²                   | Плотность населения, чел/км²                   | Плотность населения, чел/км²                   | 9,05  |
| Население муниципалитета в % к населению штата | Население муниципалитета в % к населению штата | Население муниципалитета в % к населению штата | Население муниципалитета в % к населению штата | 0,12  |

По данным оценки 2016 года, население муниципалитета составляет 3975 жителей.

## Статистика
- Валовой внутренний продукт на 2003 год составляет 13 855 457,00 реалов (данные: Бразильский институт географии и статистики).
- Валовой внутренний продукт на душу населения на 2003 год составляет 3677,14 реалов (данные: Бразильский институт географии и статистики).
- Индекс развития человеческого потенциала на 2000 год составляет 0,599 (данные: Программа развития ООН).